# Berlin-Plänterwald
Plänterwald ist ein Ortsteil im Bezirk Treptow-Köpenick von Berlin.

## Geschichte
Der Ortsteil Plänterwald liegt zwischen der Kiefholzstraße im Westen, der Straße Am Treptower Park und der Bulgarischen Straße im Norden, dem Plänterwald im Osten und der Eichbuschallee im Süden. Das Territorium war bis 2001 Teil des Berliner Bezirks Treptow und entstand als selbstständiger Ortsteil im Jahr 1997 als Abtrennung von den Ortsteilen Alt-Treptow und Baumschulenweg. Er ist benannt nach dem Forst Plänterwald, der als Plenterwald angelegt wurde.
Der 89 Hektar große Forst Plänterwald erstreckt sich zwischen den Ortsteilen Alt-Treptow im Nordwesten und Baumschulenweg im Süden. 1760 am Spreeufer angelegt, wurde er zunächst forstwirtschaftlich genutzt und seit 1876 auf nordwestlicher Seite durch den Treptower Park als städtisches Naherholungsgebiet ergänzt.

## Bevölkerung
| Jahr | Einwohner |
| ---- | --------- |
| 2007 | 10.628    |
| 2010 | 10.795    |
| 2015 | 10.985    |
| 2020 | 11.299    |

| Jahr | Einwohner |
| ---- | --------- |
| 2021 | 11.211    |
| 2022 | 11.397    |
| 2023 | 11.435    |
| 2024 | 11.753    |

Quelle: Statistischer Bericht A I 5. Einwohnerregisterstatistik Berlin. Bestand – Grunddaten. 31. Dezember. Amt für Statistik Berlin-Brandenburg (jeweilige Jahre)

## Sehenswürdigkeiten

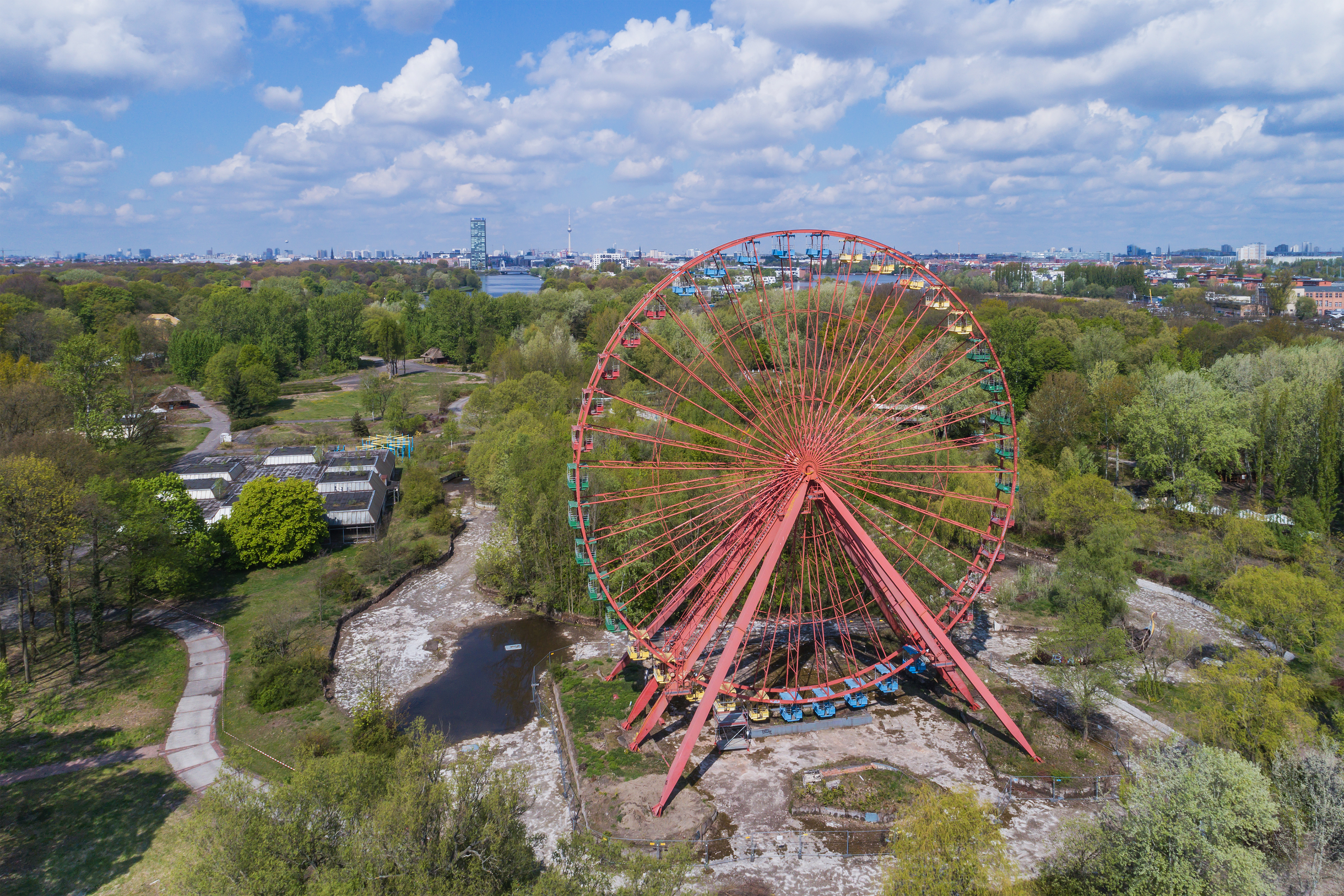
Ehemaliger Vergnügungspark Spreepark

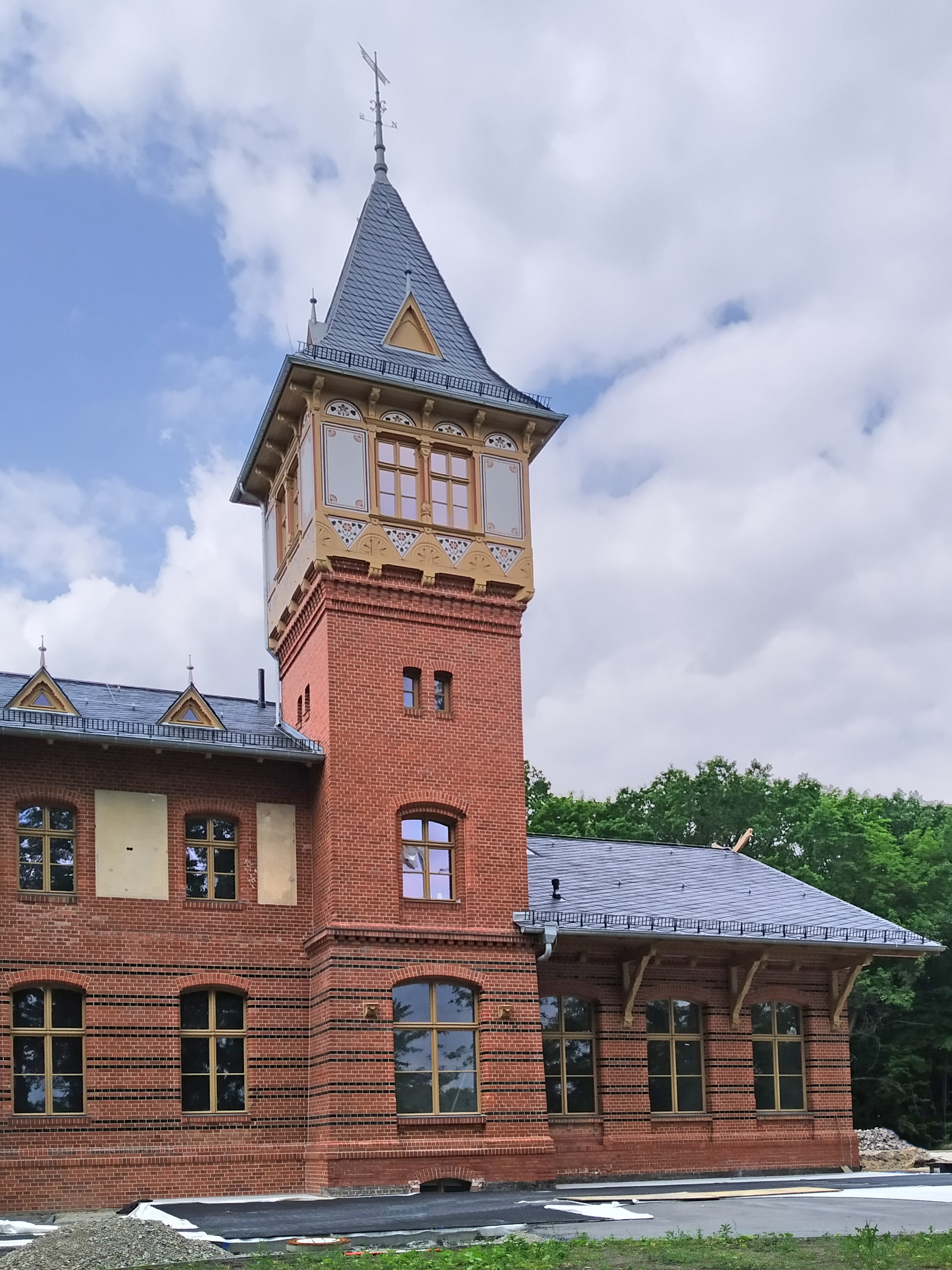
Eierhäuschen

Im Norden des Plänterwalds wurde 1969 der Kulturpark Berlin als ständiger Vergnügungspark angelegt. Die Baukosten wurden mit rund 160 Millionen DDR-Mark beziffert. Vor der politischen Wende im Jahr 1989 hatte er jährlich etwa 1,5 Millionen Besucher. Die 1992 als Spreepark wiedereröffnete Anlage wurde 2001 unter vermutlich betrügerischen Umständen geschlossen. Seit 2020 wird er saniert und soll 2024 neu eröffnet werden.
Unmittelbar südlich der Spreepark-Fläche befindet sich als historische Ausflugsgaststätte aus dem 19. Jahrhundert das alte Eierhäuschen. Das schon von Theodor Fontane in seinem Roman Der Stechlin beschriebene Baudenkmal stand seit Herbst 1990 leer. Es wird seit 2015 denkmalgerecht saniert und soll 2021 wiedereröffnet werden.
Regelmäßig finden im Ortsteil Laufveranstaltungen statt. Die traditionsreichste ist seit 1977 der Plänterwaldlauf.

## Verkehr
Plänterwald liegt an zwei Bahntrassen, der Ringbahn und der Bahnstrecke Berlin–Görlitz. An letztere ist der Ortsteil mit dem Bahnhof Plänterwald der Berliner S-Bahn angeschlossen.
Durch Plänterwald führt als Hauptverkehrsachse die Bundesstraße 96a von Nordwesten nach Südosten (Straßenzug Am Treptower Park/Köpenicker Landstraße). Als wichtige Querverbindung nach Neukölln fungiert zudem der Dammweg.